# ぴあのピア
『ぴあのピア』は、NHKで放送された音楽ミニ番組である。

## 概要
クラシック音楽を初めとして数多くの音楽で採用されるピアノという楽器が誕生して300年余り。その中で数多くの曲が誕生したが、そこから毎日1曲ずつを取り上げてピアノの魅力を存分に楽しんでもらう内容となっている。
2007年1月8日から12月28日まで、BS hi・BS 2で平日に放送された。
2009年3月1日から3月29日は日曜日、4月4日からは土曜日に総合テレビでアンコール放送された。 
2010年は3月に、全3回のダイジェスト版がBS hiで放送され、以降毎週火曜夕方及び土曜朝の10分枠にて再放送されている。
尚、他局扱いながら、スカパー!のLaLa TVでは 3月末から5月下旬にかけてほぼ連日同番組をまとめて再放送（ハイビジョン）し、5月26日より改めて第1回からの再々放送をスタートする。

## 放送日時
全てJST。
2007年
- BS hi
  - 原則平日 7:35-7:45、21:50-22:00
  - 日曜 6:00 - 6:50（1週間分まとめて）
- BS 2
  - 原則平日 18:45 - 18:55

2009年
- 総合テレビ
  - 日曜 22:40 - 22:50（3月のみ）
  - 土曜 5:40 - 5:50（4月以後）
近畿地方非放送（「かんさい想い出シアター」の放送のため）。

2010年
- BS hi
  - 火曜 17:50 - 18:00
  - 土曜 07:50 - 08:00

## 出演者
- 宮崎あおい（出演は第1回の冒頭のみで、以降はナレーションを担当）
2006年前期のNHK朝の連続テレビ小説『純情きらり』で、ピアニストを目指すヒロイン・有森桜子役を演じた。

毎回、奏者のみならず芸能界からのゲスト出演者によるコメントが彩りをそえた。

## タイトル曲
- 「ぴあのピアのワルツ」（作曲：杉本竜一、演奏：尾崎優衣）